# 磯村哲
磯村 哲（いそむら てつ、1914年12月9日 - 1997年8月23日）は、日本の法学者。学位は、法学博士（京都大学・論文博士・1976年）（学位論文「市民法学-社会法学の展開と構造-」）。京都大学名誉教授。兵庫県出身。

## 略歴
- 住吉中学校（大阪府立住吉高等学校の前身）
- 大阪高等学校（大阪大学の前身）
- 1939年 京都帝国大学法学部卒業
- 1939年 京都帝国大学法学部助手
- 1943年 京都帝国大学法学部助教授
- 1947年 民法第二講座分担
- 1948年 ドイツ法第二講座分担
- 1951年 京都大学法学部教授、民法第四講座担任
- 1961年 ドイツ法担任
- 1976年 法学博士、法社会学講座担任
- 1978年 京都大学定年退官、名誉教授
- 1978年 神戸学院大学法学部教授（1986年まで　後同大特任教授、非常勤講師）
- 1984年 咽頭癌の手術を受ける
- 1987年 勲二等授旭日重光章受章[1]
- 1997年 肝臓癌のため死去。叙正四位

## 学外における役職
- 1986年から日本学士院会員
- 元日本法社会学会理事

## 学問
- 専門はドイツ私法、民法、法社会学。研究対象は前近代から近現代にかけて法律制度の学説史。
- 京都大学においては民法と共にドイツ法を講じていた。後にドイツ法の第一人者となる村上淳一は東京大学より国内留学により磯村に師事した。
- マックス・ヴェーバーと並ぶ法社会学の創始者であるオイゲン・エールリッヒの研究によって日本の法社会学研究の発展に寄与した。法学博士号を授与された著書『社会法学の展開と構造』は実定法学者・法哲学者の双方から極めて完成度の高い名著と評されている[2]。弟子の一人である河上倫逸からオイゲン・エールリッヒの『法社会学の基礎理論』と『法律的論理』の訳書を捧げられている。

## 家族
息子は、神戸大学名誉教授・早稲田大学大学院法務研究科教授の磯村保。

## 著書

### 単著
- 『エールリッヒの法社会学（上）（下）』（日本評論社・1953年）
- 『社会法学の展開と構造』（日本評論社・1975年）
- 『錯誤論考』（有斐閣・1997年）

### 編著
- 『現代法学講義』（有斐閣・1978年）

### 共編著
- 『注釈民法12債権3』（有斐閣・1970年）